# 萊克賽德陽台 (加利福尼亞州)
萊克賽德陽台（英語：Lakeside Terrace）是位於美國加利福尼亞州卡拉韋拉斯縣的一個非建制地區。該地的面積和人口皆未知。

## 地理
萊克賽德陽台的座標為38°15′06″N 120°19′16″W / 38.25167°N 120.32111°W，而該地的平均海拔高度為1321米（即4334英尺）。